# Le bois travaille, même le dimanche
Le bois travaille, même le dimanche (het hout werkt, ook op zondag) is een studioalbum van Ange, het werd uitgebracht in 2010. Dat jaar werd het 40-jarig bestaan van de muziekgroep gevierd.
Het album is opgenomen tussen 10 augustus en 25 november 2009 in Saint-Bresson en Liverdun, de streek waar de belangrijkste man van de band Christian Décamps zijn inspiratie voor zijn liederen vandaan haalt. Het album werd geproduceerd door de fanclub van Ange "Un pied dans la marge", die overigens in Anzin is gevestigd, en Décamps zelf.

## Musici
- Christian Décamps – zang, gitaar, toetsinstrumenten, accordeon
- Tristan Décamps – toetsinstrumenten, gitaar, zang, achtergrondzang
- Caroline Crozat – zang
- Hassan Hajdi – gitaar
- Thierry Sidhoum – basgitaar
- Benoît Cazzulini – slagwerk, percussie

## Muziek
Alle van Christian Décamps, behalve Les collines van Chrstian Décamps, Crozat, Tristan Décamps

| Nr. | Titel                                       | Duur  |
| --- | ------------------------------------------- | ----- |
| 1.  | Des papillons, des cerfs volants            | 7:28  |
| 2.  | Hors-la-loi                                 | 4:46  |
| 3.  | Le bois travaille, même le dimanche         | 12:39 |
| 4.  | Sous le nez de Pinocchio                    | 4:22  |
| 5.  | Voyage en Autarchie                         | 6:54  |
| 6.  | Jamais seul                                 | 3:34  |
| 7.  | L’œil et l’ouïe                             | 5:55  |
| 8.  | Clown blanc                                 | 3:32  |
| 9.  | Dames et dominos                            | 3:48  |
| 10. | Les collines roses                          | 3:52  |
| 11. | Ultime atome (Anatomie dún conte a rebours) | 6:38  |
| 12. | A l’ombre des pictogrammes                  | 6:40  |